# Partido judicial de Cabra
El partido judicial de Cabra es uno de los 85 partidos judiciales en los que se divide la comunidad autónoma de Andalucía y creado por Real Decreto en 1983, como el número 10 de los doce partidos judiciales en que se divide la provincia de Córdoba, en España. La extensión del partido comprende 4 municipios con una superficie de 355,78 km² y sede en Cabra (Córdoba). 

## Ámbito geográfico
El ámbito territorial, que viene regulado por el Real Decreto 529/1983, de 9 de marzo, comprende los municipios:
| Partido Judicial | Capital de partido | Municipios que comprende                     |
| ---------------- | ------------------ | -------------------------------------------- |
| 10               | Cabra              | Cabra, Doña Mencía, Nueva Carteya y Zuheros. |